# Clepticus parrae
Clepticus parrae là một loài cá biển thuộc chi Clepticus trong họ Cá bàng chài. Loài này được mô tả lần đầu tiên vào năm 1801.

## Từ nguyên
Từ định danh của loài được đặt theo tên của nhà tự nhiên học người Bồ Đào Nha-Cuba Antonio Parra, người đầu tiên mô tả nhưng lại không đặt tên cho loài cá này.

## Phạm vi phân bố và môi trường sống
C. parrae có phạm vi phân bố ở Tây Bắc Đại Tây Dương. Từ bờ biển bang South Carolina và Bermuda, loài này được ghi nhận dọc theo bờ biển phía đông nam Hoa Kỳ và trải dài đến vịnh México và biển Caribe, bao gồm khắp Antilles; phía nam đến Venezuela và Trinidad và Tobago.
C. parrae sống gần các rạn san hô viền bờ và phổ biến nhất ở độ sâu đến 40 m, tuy nhiên cũng có thể được tìm thấy ở độ sâu đến 100 m.

## Mô tả
C. parrae có chiều dài cơ thể tối đa được ghi nhận là 30 cm. Cơ thể cá trưởng thành có tông màu tím đến màu tía; mõm đen. Cá đực mùa sinh sản có đầu, nửa thân trước, bao gồm cả vây ngực, vây bụng và nửa trước vây lưng màu hơi đen, phần thân sau phớt màu cam hoặc màu vàng (chủ yếu ở thân dưới và vây hậu môn). Đuôi của cá trưởng thành có hình lưỡi liềm, trong khi đuôi của cá con có khía. Cá con có màu tím nhạt, ánh màu bạc ở bụng, với 6 vệt đốm dọc lưng trên đường bên.
Số gai ở vây lưng: 12; Số tia vây ở vây lưng: 10; Số gai ở vây hậu môn: 3; Số tia vây ở vây hậu môn: 12–13; Số tia vây ở vây ngực: 17–18.

## Sinh thái
Thức ăn của C. parrae là các loài sinh vật phù du, ốc biển, sứa nhỏ và bọt biển. Chiều dài cơ thể khi thay đổi giới tính xấp xỉ 16 cm.